# Go-Nijo
Go-Nijo, född 1285, död 1308, var regerande kejsare av Japan mellan 1301 och 1308.